# 神鳳 (張昌)
神鳳（しんほう）は、西晋代に反乱を起こした張昌が建てた私年号。303年。

## 出来事
- 元年5月：張昌が蜂起、国号を漢と定め、神鳳と建元し、自らを劉昌と改姓する。
- 元年8月：清水にて張昌が捕らえられ斬首される。

## 西暦・干支との対照表
| 神鳳 | 元年  |
| 西暦 | 303年 |
| 干支 | 癸亥  |